# TOKYOベストヒット
TOKYOベストヒット（とうきょう - ）はニッポン放送のラジオ番組。1984年2月10日から1990年3月30日まで金曜夜の時間帯で放送。パーソナリティは開始から1986年10月3日までは伊藤政則。1986年10月10日から最終回までは関根勤が担当。
放送時間は1989年4月7日までは22:00〜25:00。1989年4月14日からは22:30〜25:00。

## 概要
『ヤングパラダイス』のパーソナリティがアラジンの高原兄から、劇団スーパー・エキセントリック・シアター（SET）座長の三宅裕司に交替したのと同時期の1984年2月10日に放送開始。
開始当初はニッポン放送の番組表に「ヤングパラダイス フライデースペシャル」のタイトルを表記していた。おニャン子クラブがレギュラー出演していた時は「with おニャン子クラブ」。うしろ髪ひかれ隊がレギュラーの時も同様に「with うしろ髪ひかれ隊」が当番組のタイトルに表記していた。
初代パーソナリティの伊藤政則は1975年、オールナイトニッポン（ANN）木曜2部 → 水曜2部を担当。「カッコマン」のマイクネームで出演していたが、当番組はANN当時のノリでトークを展開していた。
伊藤は当初、当番組の構成について「3時間のうち、それぞれ1時間ずつでアイドルの曲、日本のロック、洋楽で構成したい」と初代ディレクターの佐々智樹から聞いたという。伊藤はその時「俺はアイドル知らないよ？」と聞き返したとのこと。1985年2月22日、マラソンの距離と時間を同じくした「42.195時間マラソンDJ」に挑戦。銀河スタジオ特設ブースから463曲を掛けて、摂ったのは栄養剤だけながらも無事に完走している。
当番組の構成作家は遠藤察男が当時 務めており、そこから伊藤が遠藤も構成作家を務めていた『夕やけニャンニャン』にレギュラー出演するという流れが出来ていた。
当初からアイドルがゲストに入ることが多かったが、初期は音楽評論家の伊藤らしく、「LPベスト10」などの音楽コーナーやコンサートライヴ レポートのコーナーが存在した。
2代目パーソナリティの関根勤に交代した後はバラエティ一色となった。その一方で、1989年3月31日（4月1日をまたぐ放送）の放送は消費税導入の瞬間をリポートするなど社会派な企画を行った。
『ヤングパラダイス』は3〜4本のコーナー番組が存在したが当番組はコーナー番組は無く、ヤングパラダイスのコーナー番組をネットしている民放ラジオ局には金曜日放送分を裏送りでネットした。
番組終了は1990年3月30日。『ヤングパラダイス』が終了した翌日だった。

## 出演者

### パーソナリティ
- 伊藤政則（1984年2月10日〜1986年10月3日）
- 関根勤（1986年10月10日〜1990年3月30日）

### アシスタント
- コント赤信号（1984年2月10日〜10月26日）
- 水島かおり（1984年2月10日〜1985年4月5日）
- おニャン子クラブ（1985年9月6日〜1987年6月26日）
  - 内海和子（1985年9月6日〜1986年10月3日）
  - 名越美香（1985年9月6日〜1986年10月3日）
  - 立見里歌（1985年9月6日〜1986年10月3日）
  - 永田ルリ子（1986年10月10日〜1987年6月26日）
  - 城之内早苗（1986年10月10日〜1987年6月26日）
  - 白石麻子（1986年10月10日〜1987年6月26日）
- うしろ髪ひかれ隊（1987年7月3日〜1988年3月25日）
  - 生稲晃子[6]
  - 工藤静香
  - 斉藤満喜子
- 田中律子（1988年4月1日〜1989年4月7日）
- 仲村知夏（1988年4月1日〜1989年4月7日）
- 森高千里（1989年4月14日〜10月6日）
- 星野由妃（1989年4月14日〜1990年3月30日）
- 千葉美加（1989年10月13日〜1990年3月30日）

## 主なコーナー

### 伊藤政則時代
- ヤングヒット ベスト40[7]
- LPベスト10
- 速報スクープ ちまたの珍相
- コント赤信号のアイドルCIA[7]
- ダサイTV（ダサイCM）
- 面白ベスト3
- 裏ベスト10
- 聖徳太子クイズ
- 爆笑がっちり買いましょう
- おニャン子の悩み相談室
- クイズ家族でいいの
- クイズ 2人でドピュ
- 官能歌謡小説

### 関根勤時代
- ワールドクイズ ザッツ芸能界[8]
- 大激論! テレフォンジャーナル[8]
- オールヤング日本一大賞[8]
- 人間おろし金[8]
- 我は発明王なり![8]
- アイドルまな板ショー[8]
- うしろ髪ネットワーク[8]
- アキコ・チカ・リツコのわがままネットワーク[8]
- 受験ドラマ『月星ゆずる明日こそ』[8]
- 今週のベストヒット アーティスト[8]
- トップアイドルの有楽町ベストヒット[9]
- アイドル毒々モンスター[10]
- シェフ関根10の質問[10]
- ソクラテス関根の100段論法[10]
- 危ないフセ字[10]
- 濡れる声帯[10]
- 人の好みもそれぞれ[9]
- 夢の関根企画[9]
- 組織でドン[9]
- 久保田利伸私設応援団[9]
- 大人が泣いた[11]
  - 1989年4月以降のコーナー。普段滅多に泣かない大人が泣く様子をリスナーがレポート[12]。
- 2人の私・午前と午後[11]
  - 1989年4月以降のコーナー。リスナーが「学校での私」と「アフタースクールの私」の違いをネタにして送る[12]。
- 大笑いオープニングコント[13]
- TOKYOテレフォンクラブ[13]
- カズー伝言 俺なら当てる![13]
- 今週の宿題[9]
- 今週の笑った怒った[13]
- おニャン子通信

## 番組エピソード
- 「with うしろ髪ひかれ隊」だった1987年7月以降のある回の放送で大貫妙子をゲストに迎えた日は当時のパーソナリティの関根勤は下調べをしておらず、大貫についての情報を全く知らない状態で臨んだかったという。大貫の「ごめんね、メジャーじゃなくて！」の一言など、“私のこと興味ないし、分かんないでしょ”みたいな空気が伝わって来て、関根が何を言っても一言返して終わりという状況がしばらく続き、関根とうしろ髪ひかれ隊は萎縮してしまったという。そのような雰囲気の中で関根は「僕と同い年なんですよね?」と振った所、雰囲気が一変して、関根曰く「そこからフランクになった」とのこと。関根は後日、この放送について「追い詰められていて冷や汗かいちゃって、何を喋ったか覚えてない」と振り返り、勉強不足で失礼だったと反省しつつ「僕がやっていたラジオ放送の中で一番ピンチだった」と自身のYouTubeチャンネルの中で話している[14]。